# Lubuk Nambulan
Lubuk Nambulan is een bestuurslaag in het regentschap Lahat van de provincie Zuid-Sumatra, Indonesië. Lubuk Nambulan telt 1030 inwoners (volkstelling 2010).